# Seyðishólar
Seyðishólar är en kulle i republiken Island. Den ligger i regionen Suðurland, 50 km öster om huvudstaden Reykjavík. Toppen på Seyðishólar är 210 meter över havet, eller 68 meter över den omgivande terrängen. Bredden vid basen är 1,1 km.
Trakten runt Seyðishólar är nära nog obefolkad, med mindre än två invånare per kvadratkilometer. Närmaste större samhälle är Selfoss, omkring 16 kilometer sydväst om Seyðishólar. Trakten runt Seyðishólar består i huvudsak av gräsmarker.